# Vitam et Mortem
Vitam et Mortem es una banda colombiana de death metal fundada en marzo de 2002 por el compositor, cantante y guitarrista Julián David Trujillo Moreno (Thánatos) en El Carmen de Viboral. La banda ejecutaba en sus inicios lo que ellos denominaban ethnic black death metal, donde incorporaban sonidos folclóricos prehispánicos propios de América del Sur como flautas de pan (toyo, sampoña, antara), quena y quenacho. Con el transcurrir del tiempo, la banda se inclinó más por los sonidos del death metal con elementos clásicos de la música étnica y ritual.
Tomado del latín, el nombre de la banda puede traducirse como «Vida en Muerte», teniendo a la muerte como el concepto fundamental en la construcción de su propuesta estética, lírica y simbólica. La banda destaca a nivel local y nacional dentro de la escena del metal extremo, donde ha participado en varios eventos y festivales musicales, como el Festival Internacional Altavoz, Rock al Río, La Cruzada del fuego, entre otros; también participó en el Teatro Pablo Tobón Uribe en 2019. La agrupación ha recorrido varios países de América y Europa, «con una respuesta favorable de medios especializados nacionales e internacionales».
Su último álbum de estudio, El Río de la muerte (2020), es un trabajo musical cuya temática está enmarcada por la guerra y la violencia que vive la humanidad. También, por la violencia en Colombia en la década de 1980; el disco describe mensajes antibelicistas. El álbum presenta sonidos melancólicos en la mayoría de sus canciones, «siendo su principal seña de identidad», acompañados de voces guturales y chirriantes.

## Biografía

### Primeros años (2002-2005)
Vitam et Mortem se formó en marzo de 2002 en El Carmen de Viboral, municipio ubicado en el Oriente Antioqueño, subregión del departamento de Antioquia (Colombia), por Julián David Trujillo Moreno (guitarra), acompañado de los hermanos Kadir Cardona (bajo) y Vladimir Cardona (batería), Poco después de su conformación, ingresan a la banda Edison Gómez (voz), Juan David Ramírez (flauta traversa) y Sergio Andrés Soto (segunda guitarra).  Con esta alineación, la banda se presenta por primera vez el 11 de julio de 2003, en un concierto denominado "Sinfonía para el funeral de un ángel". Luego de esta presentación, Juan David Ramírez sale de la formación y en su reemplazo ingresa Lucas Rodas, también se retira Edison Gómez y desde entonces Julián (Thánatos) asumiría el rol de cantante.
A partir de este momento, la banda le da un giro de 90 grados a su orientación musical. Rescatando elementos culturales y musicales de las etnias indígenas que aún existen en Colombia, Vitam Et Mortem mezcla instrumentos y atmósferas del folklor étnico indígena colombiano con el black metal melódico y el death metal, ofreciendo así un elemento diferenciador en su propuesta estética y sonora. 
Con esta perspectiva y un repertorio de aproximadamente 12 canciones propias, la banda publicó en su sitio web que había iniciado grabaciones para un álbum el 10 de noviembre de 2003 en Syntelia Sounds Records de El Carmen de Viboral. enmarcando su propuesta musical en lo que ellos denominaban «Ethnic Black Melodic Metal». Las siguientes presentaciones de la banda, 17 de septiembre de 2004 en el Festival Ancón de Marinilla y el 29 de septiembre del mismo año en Metal Attack I de Rionegro, afianzaron lo disruptivo de la propuesta de la banda. 
El 23 de enero de 2005 la banda inicia el rodaje de su primer videoclip, ‘Sinfonía para el funeral de un ángel’, que muestra el sonido de la agrupación en sus inicios. El video se estrena el 11 de febrero como parte de su presentación en la primera versión del festival internacional Viboral Rock. El 20 de febrero, Vitam et Mortem anuncia la incorporación de Diego Alejandro Betancur en la segunda guitarra. El proceso anterior en Syntelia Sounds Records había quedado interrumpido, pero de esas sesiones iniciales sobrevive un demo de circulación limitada y grabaciones que se descargaban del sitio web de la banda. a finales de 2005, Vitam et Mortem graba en los Estudios Nebuloza de Medellín la canción 'Ritos de muerte' para el compilado «Bajo el signo de la muerte», un tributo a la agrupación colombiana Masacre. Motivados por el resultado final, Vitam et Mortem decide iniciar la grabación de su álbum debut con Álvaro Álvarez, bajista de Masacre y propietario de Nebuloza. De esta manera, y refinando y reestructurando sus composiciones, Vitam et Mortem inicia grabaciones para su álbum debut a finales de 2005. 

### «Life in Death» y «Commanding the Obscure Imperius» (2006-2009)
A principios de 2006, la banda continúa las sesiones de grabación en Nebuloza, pero este proceso se interrumpe abruptamente en abril por razones ajenas a la banda. Con un repertorio renovado y más orientado al death metal, Vitam et Mortem regresa a los estudios Syntelia Sounds Records en junio de ese año para grabar, desde cero, las canciones a incluirse en su debut «Life in Death». Sin embargo, en julio de 2006, durante la postproducción del álbum, un incendio acaba con el lugar de ensayo de la agrupación. Ante la pérdida de sus instrumentos, equipos y amplificadores, Vladimir Cardona abandona Vitam et Mortem y la banda se concentra en la búsqueda de un nuevo baterista.
De esta manera, entre julio y diciembre se completa la mezcla y masterización del álbum y Trujillo compone y graba las voces y todos los instrumentos para el álbum «Prostitute of Darkness» de su proyecto solista Flagelation, en la línea de Vital Remains, Nile, Hate Eternal, Spawn of possesion y Cannibal Corpse. 
Prensado bajo el sello Cannibal Native Records, el lanzamiento oficial de «Life in Death» tiene lugar el 24 de febrero de 2007 en el marco del festival Metal Attack V junto a las bandas Masacre (Colombia) y Anal Vomit (Perú). En este concierto son apoyados en batería por David Arana de la banda Blasting Hatred. Durante varios meses, Thánatos reentrena a uno de sus estudiantes de guitarra, un joven de 17 años llamado Julián Felipe Rodríguez para que se haga cargo de la batería. El debut de Julián Rodríguez “Haborym” tiene lugar el 28 de abril de 2007 en el Festival Metal Medallo llevado a cabo el 28 de abril en la ciudad de Medellín.
La banda se presenta el 1 de septiembre en las eliminatorias del Festival Altavoz  Ese mismo mes, se lanza «Prostitute of Darkness» de Flagelation. Clasificando al Festival Internacional Altavoz,  abren para los brasileros Sepultura el 14 de octubre. El pago de esta presentación se reinvierte en la grabación de su segundo álbum titulado «Commanding the Obscure Imperius», grabado en los estudios 60 Decibeles de Bello (Antioquia) y mezclado en Syntelia Sounds Records. 
Para generar más expectativa, la banda hace algunas presentaciones por el territorio colombiano. El 6 de enero de 2008 se presenta en el festival Maratón de Rock (Cali), el 27 de abril en Bogotá junto a los estadounidenses Obituary y el 3 de mayo en el Viboral Rock de su ciudad natal. «Commanding the Obscure Imperius» se anuncia el 14 de julio y sale a la venta bajo su propio sello Extreme Cult el 6 de septiembre de ese año cuando la banda se presenta en las eliminatorias de Altavoz y en el Metal Yarumo de Yarumal (Antioquia).
Entre 2009 y 2010 la banda gana momentum y comienza a ser notada en varios fanzines de Suramérica (Under metal zine(Perú), Darkness Magazine (Ecuador), 666 Megatons(Pasto), Catedral Magazine, Melodías profanas, Metal Mania, Legion del metal). Entre las múltiples presentaciones de esta época, son invitados para alternar junto a los alemanes Nargaroth en Medellín  y los estadounidenses Monstrosity en el festival Hatred Sounds VI de Ibagué.

### «Death Metal 666» e «Historias de Tiranía» (2010-2014)
El tercer álbum de la banda, titulado «Death Metal 666 - Invoking the end», se lanza el 7 de agosto de 2010 en las eliminatorias del Festival Altavoz (Medellín). Como lo indica el título, este álbum conceptual evoca los sonidos del fin. Grabado en los estudios Área 51 de Medellín, el álbum cuenta con la participación de Juan Carlos Henao como bajista invitado y Alex Okendo (Masacre) haciendo voces adicionales en dos canciones. La ilustración de la carátula reúne a los dioses de la muerte y la destrucción en un ritual conjunto para conseguir la destrucción del planeta, mientras que la música contiene elementos disruptivos en la propuesta del metal extremo, incorporando instrumentos atípicos al formato para lograr la atmósfera ritual y apocalíptica deseadas. Ese mismo año, Thánatos y Haborym inician su proceso de formación académica musical; Thánatos ingresa a la Universidad de Antioquia, logrando una doble titulación en composición y canto lírico en 2014, mientras que Haborym estudia percusión en la academia Débora Arango de Envigado.
Entre 2010 y 2013 la banda se presenta en grandes festivales de Colombia, entre ellos La Cruzada del Fuego IX en Cali y Rock al Río en Rionegro (2010); Death Metal Fest en Villavicencio, Festival Arte del Ruido en Manizales, Galeras Rock en Pasto y el Festival Internacional Altavoz abriendo para Avulsed de España (2011), en Medellín junto a Hate Eternal (2012) y en los festivales Metal Guarne, Viboral Rock, Ritual to the Night en Bogotá, Rock Cristóbal (San Cristóbal) y en Del Putas Fest junto a Whiplash (2013). A finales de 2013, Vitam et Mortem recibe el premio AMS Metal Awards a mejor banda representante de su género en Colombia.
En 2014 se lanza «Historias de Tiranía», un álbum conceptual cuyas letras y propuesta musical aborda episodios de la historia antigua de Colombia, la conquista y colonización española del territorio colombiano. Los instrumentos prehispánicos utilizados en la grabación estuvieron a cargo de Lucas Rodas, intérprete e investigador de músicas prehispánicas y quien había colaborado durante los primeros años de la banda. 
Por su parte, el bajo está a cargo de Alejandro Trujillo Moreno, hermano de Thánatos y parte fundamental en la labor de investigación académica que sustenta el concepto lírico y musical del álbum. «Historias de tiranía», fue prensado en Colombia por Extreme Cult Records y en Europa el 24 de septiembre por el sello italiano Murdher Records. Sin embargo, los compromisos académicos de Thánatos y la salida de los músicos que apoyaban la banda en vivo interrumpieron el ritmo de Vitam et Mortem y solo tendrían algunas presentaciones esporádicas entre 2015 y 2016. 

### «Sinfonía para el funeral de un ángel» (2017-2019)
Para conmemorar los 15 años de formar la agrupación, Thánatos decide desarchivar el material, hasta entonces inédito, destinado inicialmente para su primer álbum, con la música de sus primeros años, cuando se denominaban “Ethnic Melodic Black Metal”. Revisada, regrabada y con nuevos arreglos, pero conservando la pistas originales de flautas de pan y demás instrumentos prehispánicos grabados en 2003 por Lucas Rodas, el repertorio inicial de la banda tomó forma en el álbum «Sinfonía para el funeral de un ángel», cuya producción recibió beca de creación del Instituto de Cultura de El Carmen de Viboral. Las líneas de bajo al final de la canción ‘Destrucción humana’ fueron grabadas por Kadir Cardona, miembro fundador y bajista original de la banda, invitado especialmente para hacer parte de esta sesión, toda vez que Cardona tiene créditos como compositor de la canción.
De este repertorio inicial se conservó la canción ‘Una vida inmortal en la oscuridad’, compuesta en memoria a Mauricio Bull Metal Montoya y que, junto al tema que da título al álbum, hizo parte del repertorio del primer concierto de la banda en 2003. Bull Metal, exbaterista y miembro fundador de Masacre, vivió sus últimos años en El Carmen de Viboral. Allí, Bull Metal asistía a los primeros ensayos de la banda, traducía las letras de sus canciones al inglés y les obsequiaba música en casetes. Thánatos y su novia vivieron el suicidio de Bull Metal a finales de diciembre de 2002 y acompañaron todo el proceso post mortem del difunto baterista.
Luego del lanzamiento de «Sinfonía para el funeral de un ángel» y con una alineación más sólida, Vitam Et Mortem inicia una serie de presentaciones en distintas ciudades de Colombia, participando como banda nacional invitada en el Festival Internacional Eje Rock junto a Strikemaster (México) y Tim Ripper Owens (Estados Unidos), Decapitation Fest (Rionegro) junto a Masacre; Insurrection Fest, Viboral Rock, VeM en Manizales y el evento In Memoriam, tras la muerte del docente, periodista Juan Camilo arboleda Alzate, amigo cercano de la banda y quien presentó durante 12 años el programa Melodías en Acero. Ese mismo año, los sellos Green Revolution y Viuda Negra reeditan el álbum «Death Metal 666» y Vitam et Mortem prepara una reedición del álbum «Historias de Tiranía».
Con nuevos arreglos y mejores equipos, Thánatos regraba todas las guitarras del álbum y compone una pieza adicional titulada ‘Quirama, el gran guerrero’; un relato ilustrado y musicalizado de nueve minutos que sirve de preámbulo al álbum, en un formato inusitado para un álbum de death metal. Esta reedición, en formato digibook y nueva ilustración de carátula, se logró gracias a una alianza estratégica entre Hell’zine, Green Revolution Prod y Extreme Cult Records. Este año la agrupación es incluida en el libro «100 miradas agudas a través del metal colombiano» publicado por Rolling Disc. 
Entre las presentaciones de la banda para este año están Catatumbo Rock Festival (Norte de Santander), Domination Fest (Cali), Viboral Rock X, Rock Festival (Rionegro), abren para Thy Antichrist a su paso por Bogotá y banda invitada en los 30 años de Masacre. 

### «El Río de la Muerte» (2020)
En 2018, la agrupación había iniciado un nuevo ejercicio investigativo para la base conceptual de su sexto álbum de estudio. Abordando la historia de la violencia en Colombia desde textos como «La violencia en Colombia: Radiografía emblemática de una época tristemente célebre» de Orlando Fals Borda, «Colombia amarga» de Germán Castro Caycedo, «Recordar y narrar el conflicto» del Centro Nacional de Memoria Histórica y, muy especialmente, «Los Escogidos» de la periodista Patricia Nieto. Este ejercicio se complementó compilando material de prensa y visitar Puerto Berrío, municipio sobre la ribera del río Magdalena, escenario donde se ambienta el libro de Nieto.
La agrupación alternó este trabajo de campo investigativo con sus diferentes actividades de presentaciones por Colombia. A finales de 2018, mientras se ajustan los detalles finales a su sexto álbum, la banda es portada de la revista colombiana Hell’Zine #25 y presentan "Los cuerpos en el río", un adelanto de su próxima producción, siendo incluidos en el compilado «Tormented by Death», una ambiciosa recopilación de death metal, prensado por el sello Green Revolution Prod de Pereira. Con la reedición de varios títulos de su catálogo y su presencia en medios especializados, Vitam Et Mortem logra posicionarse nuevamente como una de las bandas punta de lanza de la escena colombiana de metal extremo, generando además gran expectativa por su nuevo álbum, aumentada con el lanzamiento del videoclip animado 'La Danza de los Gallinazos'.
El 14 de abril de 2020 se lanza «El río de la muerte», sexto álbum en estudio de la banda. Prensado de manera simultánea por los sellos Satanath Records (Rusia) y Exhumed Records (Ecuador), el álbum fue grabado en Seol estudios de propiedad de la banda, mezclado y masterizado por Jari Lindholm en Estocolmo (Suecia) bajo la producción ejecutiva de Gustavo Adolfo Valderrama (Vancouver, Canadá). Este álbum conceptual hace una analogía entre el río Magdalena en la época de «La Violencia» y el río Aqueronte de la mitología griega. El paso de los muertos al Hades también es el paso de los muertos sin nombre, silenciados por los grupos armados y condenados a transitar el Magdalena; Caronte, el barquero que traslada los muertos al Hades, también representa a los pescadores del Magdalena en cuyas redes se confunden los grandes peces con los difuntos que deambulan en las profundidades del río más importante y escabroso de Colombia.

## Música y temáticas
Con influencias como Nile, Behemoth, Vital Remains, Dark Funeral, Morbid Angel o Dissection, el estilo musical de la banda queda mejor descrito como blackened death metal. Desde sus primeros días, y dependiendo del concepto general del álbum, la banda ha incorporado instrumentos atípicos como tiple, tambores y percusión ritual chamánicos, sección de metales para evocar sonidos apocalípticos e instrumentos prehispánicos (Siku, Quena, Quenacho, Toyos, Antara) e instrumentos de cerámica (Trompeta de barro, Udu, Darbuca, Tambores) construidos en su pueblo ceramista de origen El Carmen de Viboral.
La temática conceptual de Vitam et Mortem se ha centrado desde sus inicios en la muerte, ya sea como una respuesta desde la música al cruento panorama de asesinatos y desapariciones forzadas que azotaron el Oriente Antioqueño, los ritos mortuorios y funerarios de las culturas prehispánicas, los procesos orgánicos de descomposición de la materia, o bien desde lo simbólico y alegórico, sirviéndose para ello de mitos, leyendas, deidades y psicopompos de varias de culturas y civilizaciones antiguas. Thoth, Caronte, Mictecacihuatl, Anubis, Huitzilopochtli, otro tema recurrente es el desplazamiento forzoso y la conquista y sometimiento de los pueblos nativos de América Latina.

## Integrantes
- Julián David Trujillo Moreno "Thánatos" – Guitarra, voz, compositor, director musical.
- Julián Felipe Rodríguez "Haborym" – Batería y percusión.
- Irkalla - Bass.
- Maldito - Guitar.

## Discografía

### Álbumes de estudio
- 2007: Life in Death (Cannibal Natives)
- 2008: Commanding the Obscure Imperius (Extreme Cult Records)
- 2010: Death Metal 666 – Invoking the End (Extreme Cult Records)
- 2014: Historias de Tiranía (Murdher Records)
- 2017: Sinfonía para el funeral de un ángel(Beca de creación)
- 2020: El Río de la Muerte -(Satanath Records & Exhumed Records)
- 2020: Death & Darkness - Split CD (Green Revolution Prod, Blasphemous Attack Productions)
- Fuente: Discogs.[34]

### Videoclips
- El Animero (2021)
- La danza de los gallinazos (2020)
- Aqueronte (2020)
- The face of vengeance, is my face (2011)
- Commanding the obscure imperius (2008)
- Sinfonía para el funeral de un ángel (2005)

## Compilados
- 'Ritos de muerte' en Bajo el signo de la violencia (2006)
- 'Los cuerpos en el río' en Tormented by death (2018)